# Випадкове блукання
Випадкове блукання — математичний формалізм, що описує траєкторію, яка утворюється при здійсненні послідовних випадкових кроків.
Найчастіше розглядаються випадкові блукання, які є ланцюгами Маркова, хоча існують і більш складні види блукань.
Деякі випадкові блукання здійснюються на графах, інші — на прямій, на площині або у більш високих розмірностях, тоді як деякі блукання здійснюються на групах.
Випадкові блукання також розрізняються у відношенні до часового параметра.
Найчастіше блукання відбувається у дискретному часі та індексується натуральними числами {\displaystyle X_{0},X_{1},X_{2},\dots }.
Однак деякі блукання здійснюють кроки у випадкові моменти часу, і в такому випадку координата {\displaystyle X_{t}} визначена на неперервному промені {\displaystyle t\geq 0}.

## Одновимірне дискретне випадкове блукання

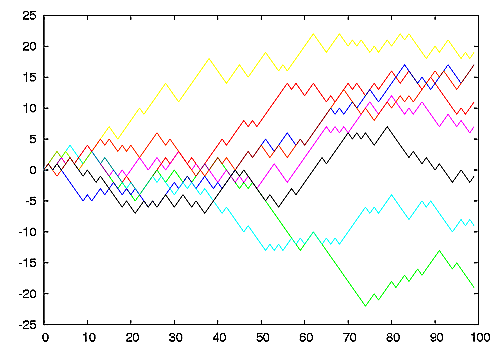
Графіки восьми одновимірних випадкових блукань.

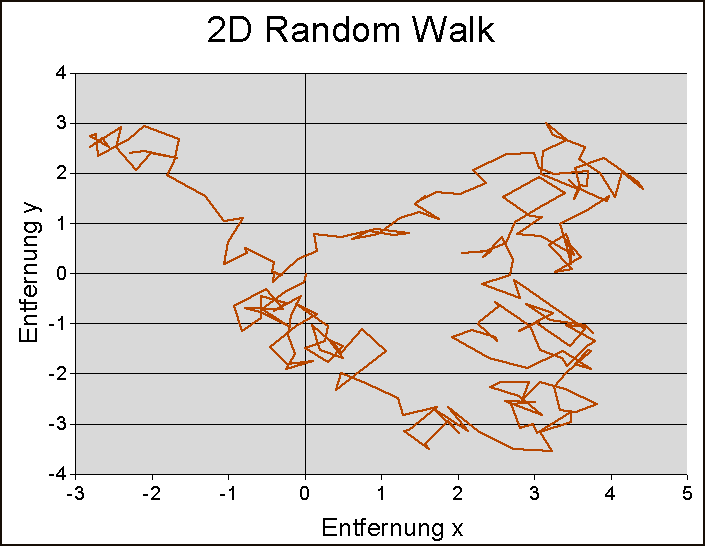
Приклад двовимірного випадкового блукання. 229 кроків, довжина кроку від −0.5 до 0.5, рівноймовірні напрями або.

Одновимірне дискретне випадкове блукання — це випадковий процес {\displaystyle \{Y_{n}\}_{n\geq 0}} з дискретним часом, який має вигляд: {\displaystyle Y_{n}=Y_{0}+\sum \limits _{i=1}^{n}X_{i}},
де
- {\displaystyle Y_{0}} — початковий стан;
- {\displaystyle X_{i}={\begin{cases}1,&p_{i}\\-1,&q_{i}\equiv 1-p_{i}\end{cases}},\quad 0<p_{i}<1,\quad i\in \mathbb {N} };
- випадкові величини {\displaystyle Y_{0},X_{i},i=1,2,\ldots } спільно незалежні.

### Випадкове блукання як ланцюг Маркова
Одномірне дискретне випадкове блукання є ланцюгом Маркова з цілими станами, чий початковий розподіл задається функцією ймовірності випадкової величини{\displaystyle X_{0}}, а матриця перехідних ймовірностей має вигляд
{\displaystyle P\equiv (p_{ij})_{i,j\in \mathbb {Z} }=\left({\begin{matrix}\ddots &\ddots &\ddots &\\&q_{-1}&0&p_{-1}&\\&&q_{0}&0&p_{0}\\&&&q_{1}&0&p_{1}\\&&&&\ddots &\ddots &\ddots \end{matrix}}\right)},
тобто
{\displaystyle p_{i,i+1}\equiv \mathbb {P} (X_{n+1}=i+1\mid X_{n}=i)=p_{i},}
{\displaystyle p_{i,i-1}\equiv \mathbb {P} (X_{n+1}=i-1\mid X_{n}=i)=q_{i},\quad i\in \mathbb {Z} ,}
{\displaystyle p_{ij}\equiv \mathbb {P} (X_{n+1}=j\mid X_{n}=i)=0,\quad |i-j|\not =1.}

## Теорема Донскера
Розглянемо випадкове блукання {\displaystyle Y_{n}=\sum \limits _{i=1}^{n}{X_{i}}}, де {\displaystyle EX_{i}=0,DX_{i}=\sigma ^{2}<\infty }.
Центральна гранична теорема стверджує, що {\displaystyle {\frac {Y_{n}}{\sigma {\sqrt {n}}}}\rightarrow N(0,1),n\rightarrow \infty } за розподілом
Однак, у разі випадкових блукань, це твердження можна значно підсилити.
Побудуємо за {\displaystyle Y_{n}} випадковий процес {\displaystyle S_{n}(t),t\in [0,1]}, визначивши його так: {\displaystyle S_{n}\left({\frac {k}{n}}\right)={\frac {Y_{k}}{\sigma {\sqrt {n}}}}}, а при інших t ми довизначимо процес лінійним продовженням:
{\displaystyle S_{n}(t)=(k+1-nt)S_{n}\left({\frac {k}{n}}\right)+(nt-k)S_{n}\left({\frac {k+1}{n}}\right),t\in \left({\frac {k}{n}},{\frac {k+1}{n}}\right)}
З центральної граничної теореми {\displaystyle \forall t} {\displaystyle S_{n}(t)\rightarrow N(0,t),n\rightarrow \infty } за розподілом
Це означає збіжність одновимірних розподілів процесу {\displaystyle S_{n}(t)} до одновимірних розподілів вінерівського процесу. Теорема Донскера, звана також принципом інваріантності, стверджує, що має місце слабка збіжність процесів, {\displaystyle S_{n}(t)\rightarrow W(t),n\rightarrow \infty }
Слабка збіжність процесів означає збіжність неперервних за вінерівською мірою функціоналів, тобто дозволяє розраховувати значення функціоналів від броунівського руху (наприклад максимуму, мінімуму, останнього нуля, моменту першого досягнення рівня та інших) граничним переходом від простого випадкового блукання.